# Tetranychus neocaledonicus
Tetranychus neocaledonicus är en spindeldjursart som beskrevs av André 1933. Tetranychus neocaledonicus ingår i släktet Tetranychus och familjen Tetranychidae. Inga underarter finns listade i Catalogue of Life.